# Teodora Krajewska
Teodora Krajewska, född 1854, död 1935, var en österrikisk-ungersk läkare, verksam i Bosnien.
Hon blev 1891 den första kvinnliga läkaren i Bosnien. 